# Sardenaira

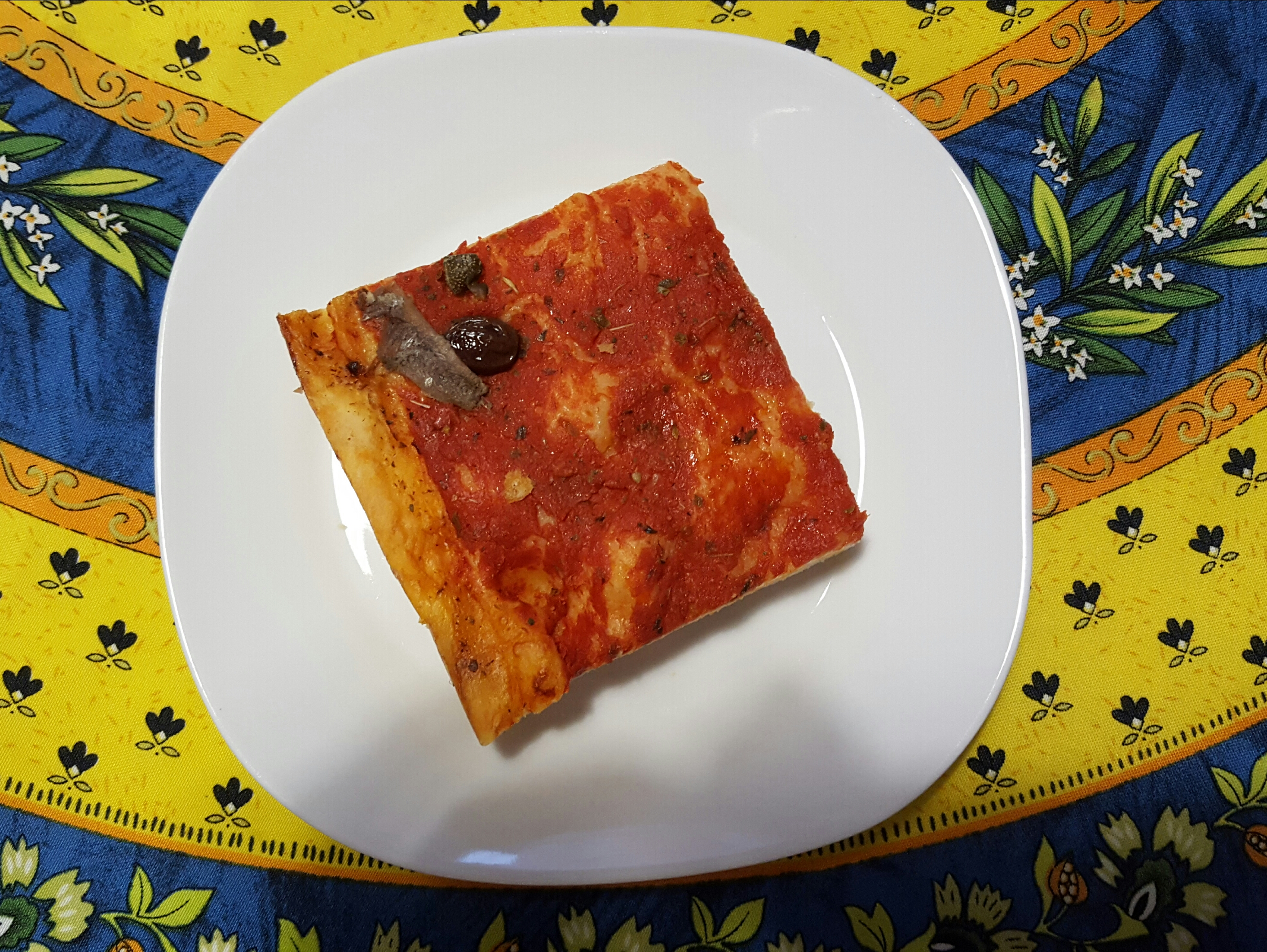
Sardenaira.

La sardenaira est une pizza sans fromage italienne de la région de Ligurie. Elle est très similaire à la pissaladière,,,. Bien que qualifiée de pizza, certains la considèrent plus proche d'une focaccia. Dans la ville de Sanremo, en Ligurie occidentale, elle est garnie d'anchois salés, d'olives locales, de gousses d'ail et de câpres.
Elle est connue sous le nom de sardenaira ou pizza all'Andrea, d'après l'amiral Andrea Doria (1466-1560), dont le plat préféré était une tranche de pain avec de l'huile d'olive, de l'ail et des anchois salés,.
Le plat est antérieur à la pizza napolitaine, plus connue. Comme le plat a été créé avant l'échange colombien, les traditionalistes n'ajoutent pas de tomates.